# Палау на літніх Олімпійських іграх 2024
Палау брала участь у літніх Олімпійських іграх 2024 в Парижі, які тривали з 26 липня по 11 серпня 2024 року. Ця Олімпіада стала сьомою, в якій брали участь спортсмени з Палау. В іграх брали участь 3 спортсмени з Палау (2 жінки й 1 чоловік) у 2 видах спорту. Плавець Джион Хосей і легкоатлетка Сідні Франсіско були прапороносцями країни на церемонії відкриття ігор.

## Спортсмени
Країну на Олімпійських іграх 2024 року представляли 3 спортсмени — 1 у легкій атлетиці та 2 у плаванні, з них 1 чоловік і 2 жінок.
У легкій атлетиці країну представляла одна спринтерка Сідні Франсіско, яка виступала в змаганнях з бігу на 100 метрів серед жінок.. У першому попередньому забігу вона показала час 13,15 сек, та загалом 29-ий результат, та не пройшла до наступного забігу.
У плаванні Палау представляли 2 спортсменів, чоловік та жінка, за універсальною квотою.. У плаванні на 50 метрів вільним стилем серед чоловіків Джион Хосей у попередньому запливі показав лише загальний 53-ій час із результатом 25,67 сек, та не потрапив до фінального запливу. У плаванні на 50 метрів вільним стилем серед жінок Юрі Хосей з часом 30,52 сек зайняла лише 64-те місце у попередньому запливі, та також не потрапила до фіналу.